# Station Le Haut-Banc
Station Le Haut-Banc is een spoorwegstation in de Franse gemeenten Ferques en Rety.